# Strømsgodset Idrettsforening 2013
Questa voce raccoglie le informazioni riguardanti lo Strømsgodset Idrettsforening nelle competizioni ufficiali della stagione 2013.

## Stagione
Lo Strømsgodset chiuse la stagione al 1º posto in classifica, vincendo così l'Eliteserien e conquistando un posto nella Champions League 2014-2015. Si trattò del secondo titolo nazionale vinto dal Godset, a distanza di 33 anni dal primo (1970). L'avventura nella Coppa di Norvegia 2013 terminò invece al secondo turno, con l'eliminazione per mano dell'Asker. Inoltre, lo Strømsgodset partecipò all'Europa League 2013-2014, venendo però sconfitto dallo Jablonec al terzo turno di qualificazione.
Il club fece incetta di titoli anche al premio Kniksen, con lo Strømsgodset che vinse infatti in 4 delle 5 categorie da premiare: Adam Larsen Kwarasey fu il miglior portiere, Lars Christopher Vilsvik fu il miglior difensore, Stefan Johansen fu il miglior centrocampista e Ronny Deila fu il miglior allenatore.
Il calciatore più utilizzato in stagione fu Adam Larsen Kwarasey, che totalizzò 34 presenze (30 in campionato, una nella coppa nazionale e 3 in Europa League). Il miglior marcatore fu invece Ola Kamara, che realizzò 13 reti (12 in campionato e una in coppa).

## Maglie e sponsor
Lo sponsor tecnico per la stagione 2013 fu Diadora, mentre lo sponsor ufficiale fu NextGenTel. La divisa casalinga fu composta da una maglietta di colore blu scuro con inserti bianchi, pantaloncini e calzettoni bianchi. Quella da trasferta, invece, fu completamente bianca, con inserti blu scuro.
| Casa | Trasferta |

## Calciomercato

### Sessione invernale(dal 01/01 al 31/03)
| Acquisti | Acquisti           | Acquisti        | Acquisti      |
| R.       | Nome               | da              | Modalità      |
| -------- | ------------------ | --------------- | ------------- |
| P        | Hermann Rhodén     | Vestfossen      | fine prestito |
| P        | Lars Stubhaug      | Hønefoss        | definitivo    |
| D        | Jørgen Horn        |                 | svincolato    |
| C        | Simen Brenne       |                 | svincolato    |
| C        | Abdisalam Ibrahim  | Manchester City | prestito      |
| A        | Thomas Lehne Olsen |                 | svincolato    |
| A        | Thomas Sørum       | Helsingborg     | definitivo    |

| Cessioni         | Cessioni          | Cessioni        | Cessioni      |
| R.               | Nome              | a               | Modalità      |
| ---------------- | ----------------- | --------------- | ------------- |
| P                | Lars Cramer       | Kalmar          | definitivo    |
| P                | Borger Thomas     | Drammen         | prestito      |
| D                | Alexander Aas     |                 | ritiro        |
| D                | Krister Aunan     |                 | svincolato    |
| C                | Anders Konradsen  | Rennes          | definitivo    |
| C                | Lars Iver Strand  |                 | svincolato    |
| A                | Ola Kamara        |                 | svincolato    |
| Altre operazioni |                   |                 |               |
| R.               | Nome              | da              | Modalità      |
| C                | Abdisalam Ibrahim | Manchester City | fine prestito |

### Sessione estiva(dal 15/07 al 10/08)
| Acquisti | Acquisti         | Acquisti       | Acquisti   |
| R.       | Nome             | da             | Modalità   |
| -------- | ---------------- | -------------- | ---------- |
| P        | Anders Gundersen | Pors Grenland  | definitivo |
| A        | Flamur Kastrati  | Erzgebirge Aue | definitivo |
| A        | Ola Kamara       | Ried           | prestito   |

| Cessioni | Cessioni        | Cessioni        | Cessioni      |
| R.       | Nome            | a               | Modalità      |
| -------- | --------------- | --------------- | ------------- |
| D        | Ole Amund Sveen | HamKam          | definitivo    |
| C        | Mads Gundersen  | Mjøndalen       | definitivo    |
| C        | Enock Kwakwa    | Manchester City | fine prestito |

## Risultati

### Eliteserien

#### Girone di andata
| Arbitro: | Edvartsen (Hamar) |

|                        |           |  |
| Kovács 23’ Vilsvik 61’ | Marcatori |  |

| Arbitro: | Døvle (Larvik) |

|                            |           |  |
| Riski 81’ (rig.) Solli 90’ | Marcatori |  |

| Arbitro: | Hagen (Grue) |

|             |           |                 |
| Vilsvik 12’ | Marcatori | 15’ Elyounoussi |

| Arbitro: | Moen (Haugesund) |

|  |           |                                  |
|  | Marcatori | 3’ Storflor 9’ Storbæk 16’ Keita |

| Arbitro: | Sandmoen (Kjelsås) |

|            |           |  |
| Kovács 38’ | Marcatori |  |

| Arbitro: | Moen (Haugesund) |

|           |           |                       |
| Chima 90’ | Marcatori | 30’ Vilsvik 53’ Keita |

| Arbitro: | Hagen (Grue) |

|                                    |           |                      |
| Vilsvik 10’ Keita 45’ Diomandé 71’ | Marcatori | 48’ (rig.) Ingelsten |

| Arbitro: | Staberg (Harstad) |

|           |           |              |
| Shala 44’ | Marcatori | 71’ Diomandé |

| Arbitro: | Moen (Haugesund) |

|                                 |           |  |
| Gjesdal 20’ (aut.) Diomandé 41’ | Marcatori |  |

| Arbitro: | Døvle (Larvik) |

|                                    |           |          |
| Adjei-Boateng 3’, 73’ Johansen 55’ | Marcatori | 71’ Mane |

| Arbitro: | Staberg (Harstad) |

|  |           |                                                                                        |
|  | Marcatori | 6’ Adjei-Boateng 11’ Johansen 18’ Storbæk 38’ (aut.) Andersen 54’ Diomandé 90’ Wikheim |

| Arbitro: | Hafsås (Trondheim) |

|                         |           |               |
| Diomandé 20’ Kovács 43’ | Marcatori | 13’ Barrantes |

| Arbitro: | Moen (Haugesund) |

|            |           |  |
| Jensen 44’ | Marcatori |  |

| Arbitro: | Edvartsen (Hamar) |

|                                                  |           |               |
| Vilsvik 31’ (rig.) Ibrahim 58’ Adjei-Boateng 84’ | Marcatori | 21’ Bendiksen |

| Arbitro: | Staberg (Harstad) |

|                              |           |              |
| Hamoud 24’ (aut.) Haukås 67’ | Marcatori | 83’ Ovenstad |

#### Girone di ritorno
| Arbitro: | Døvle (Larvik) |

|                        |           |                   |
| Furebotn 33’ Helle 56’ | Marcatori | 37’ Adjei-Boateng |

| Arbitro: | Staberg (Harstad) |

|                                                                   |           |           |
| Kamara 2’, 30’, 90’ Storflor 24’ Sigurðsson 28’ (aut.) Kovács 70’ | Marcatori | 22’ Riski |

| Arbitro: | Døvle (Larvik) |

|                       |           |                                                      |
| Breive 33’ Samuel 54’ | Marcatori | 3’ Brenne 45’ Diomandé 55’ Storbæk 83’ Adjei-Boateng |

| Arbitro: | Moen (Haugesund) |

|                         |           |                              |
| Kamara 33’ Storflor 54’ | Marcatori | 31’ Reginiussen 72’ Chibuike |

| Arbitro: | Skjerven (Kaupanger) |

|                    |           |            |
| Vilsvik 90’ (aut.) | Marcatori | 61’ Kamara |

| Arbitro: | Edvartsen (Hamar) |

|                                                            |           |                            |
| Kamara 10’, 83’ (rig.) Storbæk 42’ Hamoud 58’ Storflor 61’ | Marcatori | 31’ Gulbrandsen 51’ Linnes |

| Arbitro: | Skjerven (Kaupanger) |

|          |           |  |
| Gyan 71’ | Marcatori |  |

| Arbitro: | Hansen (Feda) |

|                                            |           |             |
| Ibrahim 10’ Adjei-Boateng 77’ Diomandé 87’ | Marcatori | 62’ Johnsen |

| Arbitro: | Staberg (Harstad) |

|               |           |              |
| Huseklepp 48’ | Marcatori | 65’ Storflor |

| Arbitro: | Edvartsen (Hamar) |

|  |           |                                               |
|  | Marcatori | 8’, 19’, 22’ Kamara 26’ Diomandé 90’ Kastrati |

| Arbitro: | Hagen (Grue) |

|                                   |           |           |
| Johansen 61’ Kongshavn 88’ (aut.) | Marcatori | 85’ Zajić |

| Arbitro: | Berntsen (Vang) |

|  |           |            |
|  | Marcatori | 82’ Kovács |

| Arbitro: | Sandmoen (Kjelsås) |

|            |           |  |
| Kovács 76’ | Marcatori |  |

| Tromsø 3 novembre 2013, ore 18:00 29ª giornata | Tromsø             | 0 – 0 referto | Strømsgodset | Alfheim Stadion (6.392 spett.)\| Arbitro: \| Johnsen (Tønsberg) \| |
| Arbitro:                                       | Johnsen (Tønsberg) |               |              |                                                                    |

| Arbitro: | Edvartsen (Hamar) |

|                                           |           |  |
| Kamara 53’, 90’ Johansen 65’ Storflor 69’ | Marcatori |  |

### Coppa di Norvegia
| Hallingdal 17 aprile 2013, ore 18:00 Primo turno                                                                                  | Hallingdal | 0 – 11 referto                                                                                  | Strømsgodset | Gol Kunstgress (1.900 spett.) |
| \| \| \| \| \| \| Marcatori \| 2’ Horn 9’ Wikheim 14’, 45’ Kovács 24’, 35’ Kwakwa 34’ Fossum 75’, 81’ Gundersen 88’, 90’ Sørum \| |            |                                                                                                 |              |                               |
| |            |                                                                                                 |              |                               |
| | Marcatori  | 2’ Horn 9’ Wikheim 14’, 45’ Kovács 24’, 35’ Kwakwa 34’ Fossum 75’, 81’ Gundersen 88’, 90’ Sørum |              |                               |

| Arbitro: | Lundby |

|                            |           |                    |
| Sæthre 29’ Mohammadian 57’ | Marcatori | 61’ (rig.) Vilsvik |

### Europa League
| Arbitro: | Avram |

|                     |           |                        |
| Horn 53’ Kovács 90’ | Marcatori | 36’, 55’ (rig.) Sidibé |

| Arbitro: | Spathas |

|  |           |                                           |
|  | Marcatori | 35’ Kovács 51’ Adjei-Boateng 58’ Storflor |

| Arbitro: | Trattou |

|                               |           |                  |
| Piták 17’ (rig.) Vošahlík 90’ | Marcatori | 39’ (aut.) Beneš |

| Arbitro: | Mažeika |

|            |           |                                |
| Kamara 71’ | Marcatori | 15’ Hubník 81’ Vaněk 90’ Piták |

## Statistiche

### Statistiche di squadra
| Competizione      | Punti | In casa | In casa | In casa | In casa | In casa | In casa | In trasferta | In trasferta | In trasferta | In trasferta | In trasferta | In trasferta | Totale | Totale | Totale | Totale | Totale | Totale | DR  |
| Competizione      | Punti | G       | V       | N       | P       | Gf      | Gs      | G            | V            | N            | P            | Gf           | Gs           | G      | V      | N      | P      | Gf     | Gs     | DR  |
| ----------------- | ----- | ------- | ------- | ------- | ------- | ------- | ------- | ------------ | ------------ | ------------ | ------------ | ------------ | ------------ | ------ | ------ | ------ | ------ | ------ | ------ | --- |
| Eliteserien       | 63    | 15      | 13      | 2       | 0       | 40      | 12      | 15           | 6            | 4            | 5            | 26           | 14           | 30     | 19     | 6      | 5      | 66     | 26     | +40 |
| Coppa di Norvegia | -     | 0       | 0       | 0       | 0       | 0       | 0       | 2            | 1            | 0            | 1            | 12           | 2            | 2      | 1      | 0      | 1      | 12     | 2      | +10 |
| Europa League     | -     | 2       | 0       | 1       | 1       | 3       | 5       | 2            | 1            | 0            | 1            | 4            | 2            | 4      | 1      | 1      | 2      | 7      | 7      | 0   |
| Totale            | -     | 17      | 13      | 3       | 1       | 43      | 17      | 19           | 8            | 4            | 7            | 42           | 18           | 36     | 21     | 7      | 8      | 85     | 35     | +50 |

### Statistiche dei giocatori
| B. Adjei-Boateng    | 17 | 7  | 5 | 0 | 0 | 0 | 0 | 0 | 4 | 1 | 1 | 0 | 21 | 8  | 6 | 0 |
| K. Al               | 0  | 0  | 0 | 0 | 0 | 0 | 0 | 0 | 0 | 0 | 0 | 0 | 0  | 0  | 0 | 0 |
| S. Brenne           | 14 | 1  | 1 | 0 | 0 | 0 | 0 | 0 | 2 | 0 | 0 | 0 | 16 | 1  | 1 | 0 |
| A. Diomandé         | 25 | 8  | 2 | 0 | 1 | 0 | 0 | 0 | 1 | 0 | 0 | 0 | 27 | 8  | 2 | 0 |
| I. Fossum           | 4  | 0  | 0 | 0 | 1 | 1 | 0 | 0 | 0 | 0 | 0 | 0 | 5  | 1  | 0 | 0 |
| A. Gundersen        | 0  | 0  | 0 | 0 | 0 | 0 | 0 | 0 | 0 | 0 | 0 | 0 | 0  | 0  | 0 | 0 |
| M. Gundersen        | 0  | 0  | 0 | 0 | 1 | 2 | 0 | 0 | 0 | 0 | 0 | 0 | 1  | 2  | 0 | 0 |
| M. Hamoud           | 18 | 1  | 2 | 0 | 2 | 0 | 0 | 0 | 4 | 0 | 0 | 0 | 24 | 1  | 2 | 0 |
| J. Horn             | 26 | 0  | 7 | 1 | 2 | 1 | 0 | 0 | 4 | 1 | 0 | 0 | 32 | 2  | 7 | 1 |
| A. Ibrahim          | 27 | 2  | 6 | 0 | 1 | 0 | 0 | 0 | 4 | 0 | 1 | 0 | 32 | 2  | 7 | 0 |
| J. Johansen         | 0  | 0  | 0 | 0 | 1 | 0 | 0 | 0 | 0 | 0 | 0 | 0 | 1  | 0  | 0 | 0 |
| S. Johansen         | 27 | 4  | 4 | 1 | 1 | 0 | 0 | 0 | 4 | 0 | 2 | 0 | 32 | 4  | 6 | 1 |
| O. Kamara           | 14 | 12 | 1 | 0 | 0 | 0 | 0 | 0 | 2 | 1 | 0 | 0 | 16 | 13 | 1 | 0 |
| F. Kastrati         | 11 | 1  | 0 | 0 | 0 | 0 | 0 | 0 | 0 | 0 | 0 | 0 | 11 | 1  | 0 | 0 |
| M. Keita            | 19 | 3  | 3 | 0 | 1 | 0 | 0 | 0 | 1 | 0 | 0 | 0 | 21 | 3  | 3 | 0 |
| P. Kovács           | 25 | 6  | 2 | 0 | 2 | 2 | 0 | 0 | 4 | 2 | 1 | 0 | 31 | 10 | 3 | 0 |
| E. Kwakwa           | 1  | 0  | 0 | 0 | 1 | 2 | 0 | 0 | 0 | 0 | 0 | 0 | 2  | 2  | 0 | 0 |
| A. Larsen Kwarasey  | 30 | 0  | 1 | 0 | 1 | 0 | 0 | 0 | 3 | 0 | 0 | 0 | 34 | 0  | 1 | 0 |
| T. Lehne Olsen      | 4  | 0  | 0 | 0 | 0 | 0 | 0 | 0 | 1 | 0 | 0 | 0 | 5  | 0  | 0 | 0 |
| K. Madsen           | 26 | 0  | 3 | 1 | 2 | 0 | 1 | 0 | 3 | 0 | 0 | 0 | 31 | 0  | 4 | 1 |
| T. Nguen            | 2  | 0  | 0 | 0 | 0 | 0 | 0 | 0 | 0 | 0 | 0 | 0 | 2  | 0  | 0 | 0 |
| R. Nuhu             | 6  | 0  | 1 | 0 | 2 | 0 | 0 | 0 | 2 | 0 | 1 | 0 | 10 | 0  | 2 | 0 |
| M. Ovenstad         | 13 | 1  | 2 | 0 | 2 | 0 | 1 | 0 | 2 | 0 | 0 | 0 | 17 | 1  | 3 | 0 |
| L. Sætra            | 5  | 0  | 0 | 0 | 0 | 0 | 0 | 0 | 0 | 0 | 0 | 0 | 5  | 0  | 0 | 0 |
| W. Solheim          | 0  | 0  | 0 | 0 | 0 | 0 | 0 | 0 | 0 | 0 | 0 | 0 | 0  | 0  | 0 | 0 |
| J. Solheim Johansen | 0  | 0  | 0 | 0 | 0 | 0 | 0 | 0 | 0 | 0 | 0 | 0 | 0  | 0  | 0 | 0 |
| T. Sørum            | 6  | 0  | 0 | 0 | 1 | 2 | 0 | 0 | 0 | 0 | 0 | 0 | 7  | 2  | 0 | 0 |
| J. Storbæk          | 26 | 4  | 1 | 0 | 0 | 0 | 0 | 0 | 2 | 0 | 0 | 1 | 28 | 4  | 1 | 1 |
| Ø. Storflor         | 27 | 6  | 2 | 0 | 1 | 0 | 0 | 0 | 4 | 1 | 0 | 0 | 32 | 7  | 2 | 0 |
| L. Stubhaug         | 0  | 0  | 0 | 0 | 1 | 0 | 0 | 0 | 1 | 0 | 0 | 0 | 2  | 0  | 0 | 0 |
| O. Sveen            | 2  | 0  | 0 | 0 | 1 | 0 | 0 | 0 | 2 | 0 | 0 | 0 | 5  | 0  | 0 | 0 |
| L. Vilsvik          | 26 | 5  | 2 | 0 | 1 | 1 | 1 | 0 | 3 | 0 | 1 | 0 | 30 | 6  | 4 | 0 |
| G. Wikheim          | 16 | 1  | 0 | 0 | 2 | 1 | 0 | 0 | 3 | 0 | 0 | 0 | 21 | 2  | 0 | 0 |